# Рай-Оленівка
Рай-Оленівка — селище в Україні, у Харківському районі Харківської області. Населення становить 650 осіб. Орган місцевого самоврядування — Пісочинська селищна рада.

## Географія
Селище Рай-Оленівка знаходиться на відстані 1,5 км від річки Уда (правий берег). Розташоване між смт Коротич і Пісочин.
По селищу протікає пересихаючий Оленів струмок з загатою. Поруч проходить залізниця і знаходиться станція Рай-Оленівка.

## Назва
Згідно з переказами, селище назване на честь улюбленої місцевого поміщика («Рай для Олени») або, за іншою версією, на честь дочок місцевого поміщика (Раїси та Олени).

## Історія
Засноване в XIX столітті.
За даними на 1864 рік на власницькій дачі Харківського повіту мешкало 5 осіб (2 чоловічої статі та 3 — жіночої), налічувалось 1 дворове господарство.
В 1932 році присвоєно статус селища.

## Населення

### Мова
Розподіл населення за рідною мовою за даними перепису 2001 року:
| Мова            | Кількість | Відсоток |
| --------------- | --------- | -------- |
| українська      | 514       | 79.08%   |
| російська       | 125       | 19.23%   |
| вірменська      | 10        | 1.54%    |
| інші/не вказали | 1         | 0.15%    |
| Усього          | 650       | 100%     |

## Економіка
У селі знаходяться виробничі потужності ТОВ "Ключі здоров’я", виробник фітопрепаратів та фіточаїв.

## Охорона здоров'я
Санаторій «Рай-Оленівка» Міністерства охорони здоров'я України, закритий у 2009 році, після чого територія парку частково забудована.